# Vital Kamerhe
Vital Kamerhe Lwa Kanyiginyi Nkingi (Bukavu, 4 marzo 1959) è un politico della Repubblica Democratica del Congo.
Economista, è stato tra i fondatori del Partito del Popolo per la Ricostruzione e la Democrazia. Dopo aver ricoperto la carica di Presidente dell'Assemblea nazionale dal 2006 al 2009, ha dato vita,  nel 2010, all'Unione per la Nazione Congolese.
Si è candidato alle elezioni presidenziali del 2011 ottenendo il 7,7% dei voti, al terzo posto dopo Joseph Kabila, eletto Presidente, e Étienne Tshisekedi.
Il 7 aprile 2019 viene nominato Primo Ministro da Félix Tshisekedi, che aveva sostenuto nelle elezioni del 30 dicembre 2018.
L'8 aprile 2020, Vital Kamerhe, capo di stato maggiore e principale alleato politico del presidente della Repubblica democratica del Congo Félix Tshisekedi, è stato posto in detenzione preventiva nella prigione centrale di Kinshasa. Fu ascoltato durante le indagini sul lavoro di 100 giorni.
Il 20 giugno 2020, Vital Kamerhe, è stato condannato a "20 anni di lavoro forzato" e 10 anni di ineleggibilità e incapacità di accedere agli uffici pubblici per appropriazione indebita, corruzione aggravata e riciclaggio di denaro, ha annunciato la corte. di alta istanza di Kinshasa-Gombe. Il suo co-imputato, l'uomo d'affari Samih Jammal, deve affrontare le stesse sanzioni e l'ordine di espulsione dopo le loro esecuzioni. La corte ordina anche la confisca dei conti e delle proprietà dei membri della famiglia di Vital Kamerhe.
Il 23 aprile 2024, Vital Kamerhe è stato scelto come candidato della “Sacra Unione” alla presidenza dell'Assemblea. Il 22 maggio Vital Kamerhe è stato eletto presidente dell'Assemblea nazionale..